# Everhard Beverwijk
Everhardus Beverwijk (Hijkersmilde, 2 september 1885 – Den Haag, 25 januari 1929) was een Nederlands pianist.

## Leven en werk
Hij werd geboren in een arm gezin van scheepsjager Jan Beverwijk en Eltje ten Wolde. Vanaf de geboorte had hij slechte ogen. In zijn jeugd al verloor hij bij een operatie (abcesverwijdering) één oog, vlak daarna door een valpartij het andere. Hij was getrouwd met Jacoba Assman.  
Hij kreeg zijn muzikale opleiding van Ary Belinfante, de rest werd deels verzorgd door het Blindeninstituut te Amsterdam. Zijn ouders konden die opleiding niet betalen en Everhard moest zelf zijn studies bekostigen. Hij woonde enige tijd in Groningen, waar in 1907 in De Harmonie zijn concertdebuut plaatsvond met het Orchest der Vereeniging De Harmonie onder leiding van Peter van Anrooy. Vanaf 1909 was hij twee jaar in Nederlands-Indië. Met het daar verdiende geld kon hij aanvullende studies betalen in Parijs en Berlijn. Waldemar Lütschg en Egon Petri waren zijn docenten. Hij trad vervolgens overal ter wereld op. Hij had nog een concertreis naar Nederlands-Indië ondernomen en zijn laatste reis was naar Zuid-Amerika en de West. Door het uitbreken van de Eerste Wereldoorlog ging een docentschap aan de Universiteit voor de Kunsten Berlijn aan hem voorbij. Hij gaf concerten in de Verenigde Staten en Midden-Amerika, etc.
Hij stierf aan een ongeneeslijke maagkwaal en werd begraven op Nieuw Eykenduynen te Den Haag. Hij wilde nog zijn 25-jarig jubileum als musicus vieren in het Concertgebouw, waar (hij speelde daar een aantal keren in de kleine zaal), maar overleed in de aanloop daartoe. Ook een geplande concertreis naar Australië sneuvelde. Vlak na zijn dood werd een benefietconcert voor de achtergebleven familie gehouden, maar dit leverde slechts een zeer matig resultaat op.
Van hem zijn drie werkjes bekend:
- Danse des Sylphes, opgedragen aan dochter Marie Henriëtte.
- Valse caractéristique (Quasi una romanza), pour piano (uitgegeven 1911, G. Alsbach & Co)
- Cinq petits morceaux dans le genre pathétique (uitgegeven in 1913, G. Alsbach & Co)